# Vasmegyer
Vasmegyer  [vɒʃmɜɟɜr] ist eine ungarische Gemeinde im Kreis Kemecse im Komitat Szabolcs-Szatmár-Bereg.

## Geografische Lage
Vasmegyer liegt fünf Kilometer nördlich der Kreisstadt Kemecse. Nachbargemeinden sind Tiszarád im Westen und Beszterec im Norden.

## Geschichte
Der Überlieferung nach stammt der Name des Ortes von dem Heerführer Megyer. Im 15. Jahrhundert wurde der Ort schriftlich unter den Namen Meger, Félmegyer und Vas-Megyer erwähnt. Im Jahr 1900 gab es 1098 Einwohner, 148 Häuser und ein Post- und Telegrafenamt. Die Mehrheit der Bewohner gehörte der reformierten Religion an.
Im Apáti dűlő am Rande des Ortes sind Reste der Ruinen eines Castrum zu sehen. Unter diesen Ruinen wurden an mehreren Stellen römische Münzen gefunden.

## Sehenswürdigkeiten
- Reformierte Kirche, erbaut in der zweiten Hälfte des 18. Jahrhunderts
- Römisch-katholische Kirche Fatimai Szűzanya mt separatem Glockenturm

## Verkehr
Durch Vasmegyer verläuft die Landstraße Nr. 3824, von der in westliche Richtung die Nebenstraße Nr. 38136 nach Tiszarád abzweigt. Es bestehen Busverbindungen nach Tiszarád, Beszterec und Kemecse, wo sich der nächstgelegene Bahnhof befindet.